# Oskar Sundqvist
Oskar Sundqvist (né le 23 mars 1994 à Boden en Suède) est un joueur professionnel suédois de hockey sur glace. Il évolue au poste de centre.

## Biographie

### Carrière en club
Formé au Bodens IK, il rejoint les équipes de jeunes du Skellefteå AIK en 2010. Lors du repêchage d'entrée dans la LNH 2012, il est choisi au troisième tour, à la 81e place au total par les Penguins de Pittsburgh. Il débute en senior avec l'équipe première en 2012, pensionnaire de l'Elitserien. Il est membre de l'équipe qui remporte le Trophée Le Mat 2014. Il part en Amérique du Nord en 2015. Il est assigné aux Penguins de Wilkes-Barre/Scranton, club ferme des Penguins dans la Ligue américaine de hockey. Le 5 février 2016, il joue son premier match dans la Ligue nationale de hockey avec les Penguins de Pittsburgh chez le Lightning de Tampa Bay.

### Carrière internationale
Il représente la Suède au niveau international. Il prend part aux sélections jeunes.

## Statistiques

### En club
| Saison     | Équipe                            | Ligue      |     | Saison régulière | Saison régulière | Saison régulière | Saison régulière | Saison régulière |   | Séries éliminatoires | Séries éliminatoires | Séries éliminatoires | Séries éliminatoires | Séries éliminatoires |
| Saison     | Équipe                            | Ligue      | PJ  | B                | A                | Pts              | Pun              | PJ               | B | A                    | Pts                  | Pun                  |                      |                      |
| 2012-2013  | Skellefteå AIK                    | Elitserien | 14  | 1                | 0                | 1                | 8                | -                | - | -                    | -                    | -                    |                      |                      |
| 2013-2014  | Skellefteå AIK                    | SHL        | 51  | 6                | 10               | 16               | 16               | 13               | 4 | 2                    | 6                    | 16                   |                      |                      |
| 2014-2015  | Skellefteå AIK                    | SHL        | 41  | 9                | 10               | 19               | 34               | 15               | 1 | 4                    | 5                    | 18                   |                      |                      |
| 2014-2015  | Penguins de Wilkes-Barre/Scranton | LAH        | -   | -                | -                | -                | -                | 1                | 0 | 0                    | 0                    | 0                    |                      |                      |
| 2015-2016  | Penguins de Wilkes-Barre/Scranton | LAH        | 45  | 5                | 12               | 17               | 30               | -                | - | -                    | -                    | -                    |                      |                      |
| 2015-2016  | Penguins de Pittsburgh            | LNH        | 18  | 1                | 3                | 4                | 4                | 2                | 0 | 0                    | 0                    | 0                    |                      |                      |
| 2016-2017  | Penguins de Wilkes-Barre/Scranton | LAH        | 63  | 20               | 26               | 46               | 52               | 5                | 0 | 1                    | 1                    | 19                   |                      |                      |
| 2016-2017  | Penguins de Pittsburgh            | LNH        | 10  | 0                | 0                | 0                | 2                | -                | - | -                    | -                    | -                    |                      |                      |
| 2017-2018  | Rampage de San Antonio            | LAH        | 6   | 2                | 4                | 6                | 6                | -                | - | -                    | -                    | -                    |                      |                      |
| 2017-2018  | Blues de Saint-Louis              | LNH        | 42  | 1                | 4                | 5                | 14               | -                | - | -                    | -                    | -                    |                      |                      |
| 2018-2019  | Blues de Saint-Louis              | LNH        | 74  | 14               | 17               | 31               | 22               | 25               | 4 | 5                    | 9                    | 8                    |                      |                      |
| 2019-2020  | Blues de Saint-Louis              | LNH        | 57  | 12               | 11               | 23               | 28               | 9                | 0 | 1                    | 1                    | 2                    |                      |                      |
| 2020-2021  | Blues de Saint-Louis              | LNH        | 28  | 4                | 5                | 9                | 14               | -                | - | -                    | -                    | -                    |                      |                      |
| 2021-2022  | Blues de Saint-Louis              | LNH        | 41  | 4                | 11               | 15               | 12               | -                | - | -                    | -                    | -                    |                      |                      |
| 2021-2022  | Red Wings de Détroit              | LNH        | 18  | 4                | 4                | 8                | 17               | -                | - | -                    | -                    | -                    |                      |                      |
| 2022-2023  | Red Wings de Détroit              | LNH        | 52  | 7                | 14               | 21               | 20               | -                | - | -                    | -                    | -                    |                      |                      |
| 2022-2023  | Wild du Minnesota                 | LNH        | 15  | 3                | 4                | 7                | 8                | 1                | 1 | 0                    | 1                    | 0                    |                      |                      |
| 2023-2024  | Blues de Saint-Louis              | LNH        | 71  | 6                | 15               | 21               | 32               | -                | - | -                    | -                    | -                    |                      |                      |
| Totaux LNH | Totaux LNH                        | Totaux LNH | 426 | 56               | 88               | 144              | 173              | 37               | 5 | 6                    | 11                   | 10                   |                      |                      |

### En équipe nationale
| Année | Évènement                   |   | PJ | B | A | Pts | Pun | +/-               |  | Résultat |
| 2014  | Championnat du monde junior | 7 | 2  | 0 | 2 | 4   | +1  | Médaille d'argent |  |          |

## Trophées et honneurs personnels

### Ligue nationale de hockey
- 2015-2016 : vainqueur de la coupe Stanley avec les Penguins de Pittsburgh (1)
- 2018-2019 : vainqueur de la coupe Stanley avec les Blues de Saint-Louis (2)